# Diözese St. John’s-Basseterre
Das Bistum Saint John’s-Basseterre (lateinisch Dioecesis Sancti Ioannis Imatelluranus) ist eine römisch-katholische Diözese mit Sitz in Saint John’s auf Antigua in der Karibik. Sie umfasst die Staaten Antigua und Barbuda und St. Kitts und Nevis sowie die britischen Überseegebiete Anguilla, Britische Jungferninseln und Montserrat.

## Geschichte
Das Bistum Saint John’s-Basseterre wurde am 16. Januar 1971 von Papst Paul VI. mit der Apostolischen Konstitution Cum nobis aus Gebietsabtretungen des Bistums Roseau als Bistum Saint John’s errichtet. Am 21. Juni 1981 wurde das Bistum Saint John’s in Bistum Saint John’s-Basseterre umbenannt. Den Anlass dazu gab die bevorstehenden Unabhängigkeit von St. Kitts und Nevis. Dessen Hauptstadt Basseterre sollte nicht hinter Saint John’s als Hauptstadt von Antigua und Barbuda zurückstehen und ebenfalls im Bistumsnamen erscheinen.
Es ist dem Erzbistum Castries als Suffraganbistum unterstellt.

## Ordinarien

### Bischöfe von Saint John’s
- Joseph Oliver Bowers SVD, 1971–1981

### Bischöfe von Saint John’s-Basseterre
- Joseph Oliver Bowers SVD, 1981
- Donald James Reece, 1981–2007, dann Koadjutorerzbischof von Kingston in Jamaika
  - Gabriel Malzaire, 2007–2011 (Apostolischer Administrator)
- Kenneth Richards, 2011–2016, dann Erzbischof von Kingston in Jamaika
- Robert Llanos, seit 2018